# Sigean
Sigean (en occitano, Sijan) es una comuna francesa situada en el departamento de Aude, en la región de Occitania. Tiene una población estimada, en 2020, de 5542 habitantes.

## Lugares de interés
- La Reserva Africana de Sigean es un parque zoológico seminatural y observatorio de conducta animal.
- La intersección del paralelo 43 (norte) con el tercer meridiano (Este) de Greenwich convierte a la localidad en un importante punto geodésico, especialmente para el Sistema de Posicionamiento Global (GPS).